# Winifred McNair
Winifred Margaret Slocock McNair (Donnington, 9 agosto 1877 – Kensington, 28 marzo 1954) è stata una tennista britannica.

## Biografia
Sposò nel 1908 Roderick McNair, il primo presidente dell'International Lawn Tennis Federation.
Nel 1913 giunse in finale nel singolo al Torneo di Wimbledon venendo sconfitta da Dorothea Douglass Chambers per 6-0, 6-4. Nello stesso anno vinse il doppio con Dora Boothby contro Charlotte Cooper Sterry e Dorothea Douglass Chambers per 4-6, 2-4, (e le avversarie si ritirarono nel secondo set).
Vinse la medaglia d'oro nel doppio ai Giochi della VII Olimpiade insieme alla connazionale Kathleen McKane, riuscendo ad avere la meglio sull'altra coppia britannica composta da Winifred Beamish e Dorothy Holman.